# Bloomingburg
Bloomingburg – wieś w Stanach Zjednoczonych, w stanie Nowy Jork, w hrabstwie Sullivan.